# I Am Sam
I Am Sam (Nederlands: Ik ben Sam) is een Amerikaanse film uit 2001. In België kwam de film uit op 1 mei 2002.
De film gaat over een verstandelijk gehandicapte vader die koste wat kost
het hoederecht (voogdij) over zijn jonge dochter wil behouden als zijn capaciteiten om haar op te voeden in vraag worden gesteld.
Hoofdrolspeler Sean Penn werd voor zijn rol van Sam genomineerd voor een Academy Award voor Beste Acteur. Drie van de acteurs in de film zijn echt beperkt en spelen zichzelf: Brad Silverman, Joseph Rosenberg en Brian Bialick.

## Verhaal
Sam Dawson is een verstandelijk gehandicapte man in Los Angeles. Ooit kreeg hij een dochter met een dakloze vrouw die hem op de dag van de geboorte verliet. Sam noemde zijn dochter Lucy Diamond naar het lied Lucy in the Sky with Diamonds van The Beatles. Sam en Lucy wonen alleen en Lucy is nu zeven jaar. Sam heeft veel steun van vier eveneens beperkte vrienden. Hij werkt als opruimer bij een Starbucks-koffiehuis.
Nu Lucy zeven is begint haar intelligentie die van haar vader te overstijgen. Lucy weet dat haar vader anders is dan andere vaders. Ze weet ook dat hij van haar houdt en dat hij in tegenstelling tot vele andere vaders veel tijd met haar doorbrengt. Omdat ze niet slimmer dan haar vader wil zijn begint ze thuis en op school opzettelijk fouten te maken en moeilijke woorden verkeerd uit te spreken. Nadat Sam hier van te horen krijgt, weet hij Lucy te overtuigen om hiermee op te houden, omdat het hem gelukkig maakt om zijn dochter te zien lezen.
Op een schoolfeest brengt Sam Lucy in verlegenheid door zijn ongewone gedrag. De andere kinderen plagen haar daarmee en Lucy zegt tegen een van hen dat ze geadopteerd is. Dat zorgt later, op Lucy's verjaardagsfeestje, voor een crisissituatie die ertoe leidt dat een maatschappelijk werkster op controle komt. Lucy wordt weggehaald bij Sam die van de rechter tweemaal per week twee uren bezoekrecht onder toezicht krijgt.
Op aanraden van een vriend zoekt Sam vervolgens advocate Rita Harrison op. Rita is succesvol maar nogal afstandelijk en heeft een huwelijk in crisis met een zoon die haar compleet negeert. Zij is niet geneigd om zijn zaak aan te nemen en wimpelt hem af. Sam laat echter niet af en zoekt haar op op een feestje met collega's. Die collega's zien haar als koud en harteloos en onder die druk belooft ze Sam pro bono te zullen verdedigen.
Rita probeert er dan voor te zorgen dat Sam zijn hoederecht over Lucy terugkrijgt. Tijdens een bezoek slaagt Sam erin om - op vraag van - Lucy mee naar buiten te nemen en een hele dag met haar door te brengen. Dat zorgt juridisch natuurlijk voor zware problemen en Rita is kwaad. Dan krijgt Sam ook de scheve situatie tussen Rita en haar zoon in de gaten. Hij doet haar uiteindelijk inzien hoeveel die zoon voor haar betekent.
Tijdens de rechtszaak over het hoederecht doet het Openbaar Ministerie er alles aan om te bewijzen dat Sam niet geschikt is om voor Lucy te zorgen en dat ze in een pleeggezin moet komen. Sams vrienden worden als getuigen opgeroepen en zijn buurvrouw Annie, die vaak op Lucy paste, wordt door het OM gebroken. Sam raakt ervan overtuigd dat hij inderdaad niet in staat is om alleen voor Lucy te zorgen en breekt.
Lucy komt in een pleeggezin terecht maar dikwijls loopt ze 's nachts weg om haar vader te zien (Sam brengt haar wel elke nacht  weer netjes terug). Hierdoor gaat vooral de pleegmoeder inzien dat Lucy daadwerkelijk behoefte heeft aan haar vader. Uiteindelijk laat Lucy's pleeggezin het hoederecht over aan Sam. Sam vindt wel dat Lucy een moeder nodig heeft en vraagt de pleegmoeder om mee voor haar te zorgen. Op het einde is Lucy een voetbalwedstrijd aan het spelen waar Sam scheidsrechter is. Ook het pleeggezin, Sams vrienden en buurvrouw Annie zijn aanwezig, alsook Rita en haar zoon die een verbeterde relatie hebben.

## Muziek
Sean Penn wilde eerst dat alle muziek in de film originele muziek van The Beatles zou zijn. De rechten op de nummers waren echter in handen van Michael Jackson die 300.000 USD per stuk vroeg, in totaal 4,5 miljoen USD. Daarom lieten ze alle nummers coveren.

## Rolbezetting
| Acteur            | Personage              | Opmerkingen     |
| ----------------- | ---------------------- | --------------- |
| Sean Penn         | Sam Dawson             |                 |
| Dakota Fanning    | Lucy Diamond Dawson    |                 |
| Michelle Pfeiffer | Rita Harrison Williams |                 |
| Dianne Wiest      | Annie Cassell          |                 |
| Loretta Devine    | Margaret Calgrove      |                 |
| Richard Schiff    | meneer Turner          |                 |
| Laura Dern        | Randy Carpenter        |                 |
| Brad Silverman    | Brad Silverman         | speelt zichzelf |
| Joseph Rosenberg  | Joe Rosenberg          | speelt zichzelf |
| Stanley DeSantis  | Robert                 |                 |
| Doug Hutchison    | Ifty                   |                 |
| Rosalind Chao     | Lily                   |                 |
| Ken Jenkins       | rechter Philip McNeily |                 |
| Wendy Phillips    | mevrouw Wright         |                 |
| Mason Lucero      | Conner Rhodes          |                 |